# Domèvre-en-Haye
Domèvre-en-Haye – miejscowość i gmina we Francji, w regionie Grand Est, w departamencie Meurthe i Mozela.
Według danych na rok 1990 gminę zamieszkiwały 312 osoby, a gęstość zaludnienia wynosiła 37 osób/km² (wśród 2335 gmin Lotaryngii Domèvre-en-Haye plasuje się na 738. miejscu pod względem liczby ludności, natomiast pod względem powierzchni na miejscu 714.).